# Gračanica
Gračanica ou Gracanica (em sérvio: Грачаница) é uma cidade central no Kosovo e um enclave sérvio centrado em torno do mosteiro de Gracanica, situado a dez quilómetros de distância a partir de Belgrado, capital do país. Em 1999, durante a guerra do Kosovo, Gračanica transformou-se em uma vila e um centro administrativo que serviu aos 75 000 sérvios desabrigados que viviam ao sul do rio Ibar.

## População
Acredita-se que a aldeia de Gračanica contem cerca de 11.006 habitantes, muitos dos quais são refugiados sérvios expulsos de Pristina. Existem diferentes estimativas para o enclave como um todo, desde 13.000 a 11.006 habitantes nas 15 aldeias que compõem o enclave, e para baixo de 120 mil em 1999.